# Craterul Vredefort

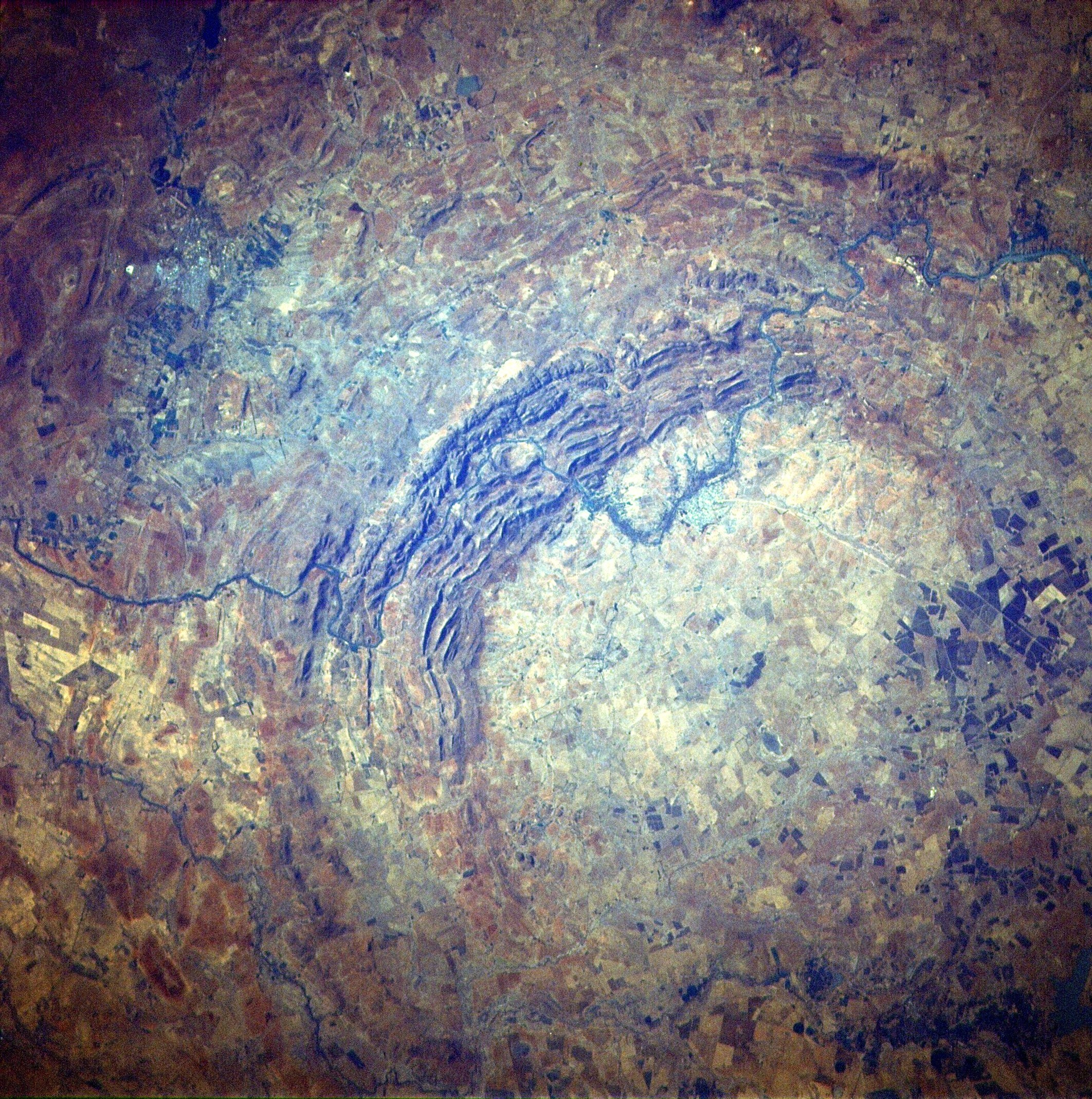
Craterul Vredefort

Craterul Vredefort este cel mai mare crater de impact verificat de pe Pământ.

## Situare
Acesta este situat în Provincia Free State din Africa de Sud și este numit după orașul Vredefort, care este situat lângă centrul său. Situl este, de asemenea, cunoscut sub numele de Domul Vredefort sau structura de impact Vredefort. În 2005, Domul Vredefort a fost adăugat la Locuri din Patrimoniul Mondial UNESCO pentru interesul geologic.

## Formarea și structura
Asteroidul care a lovit Vredefort este unul dintre cei mai mari care au lovit vreodată Pământul și este estimat la 5–10 km mărime. Craterul are un diametru de aproximativ 250–300 km, mai mare decât Bazinul Sudbury (200 km) și Craterul Chicxulub (170 km). Acest lucru face ca Vredefort să fie cea mai mare structură de impact cunoscută de pe Pământ. (Craterul Wilkes Land în Antarctida, dacă se confirmă că este rezultatul unui eveniment de impact, este chiar mai mare deoarece are 500 de kilometri). Vârsta craterului Vredefort este estimată la peste 2 miliarde de ani (2023 ± 4 milioane de ani), din timpul erei Paleoproterozoice. Este al doilea crater ca vechime de pe Pământ, cu ceva mai mult de 300 milioane de ani mai tânăr decât Craterul Suavjärvi din Rusia.

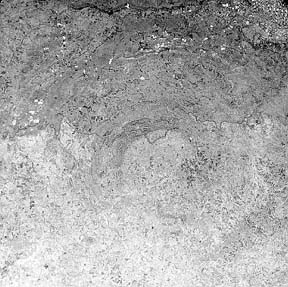
Imagine monocoloră din satelit a craterului Vredefort

S-a crezut inițial că domul din centrul craterului a fost format de o explozie vulcanică, dar probele de la mijlocul anilor 1990 au arătat că a fost situl unui impact cu un imens bolid.
Situl craterului Vredefort este unul dintre cele câteva cratere de impact multiinele de pe Pământ, deși acestea sunt mai frecvente în altă parte în Sistemul Solar. Poate cel mai cunoscut exemplu este Craterul Valhalla de pe Callisto, satelit al lui Jupiter. Luna are, de asemenea, cratere de acest tip. Procese geologice, cum ar fi eroziunea și plăcile tectonice, au distrus cele mai multe cratere multiinel de pe Pământ.
Complexul Bushveld Igneous din apropiere și Bazinul Witwatersrand au fost create în aceeași perioadă, ducând la ipoteze conform cărora masa bolidului Vredefort și cinetica au fost de amplitudine suficientă pentru a induce vulcanism regional. Complexul Bushveld Igneous este locul unde se află cea mai mare parte a rezervelor mondiale cunoscute de metale din grupa platinei, în timp ce Bazinul Witwatersrand deține cele mai multe dintre rezervele cunoscute de aur.